# Combate de Punta Pichalo
Se denomina combate de Punta Pichalo al enfrentamiento, durante la tercera intentona revolucionaria de Nicolás de Piérola, entre los dos buques peruanos, el sublevado  monitor Huáscar y la nave gubernamental BAP Independencia, el 28 de mayo de 1877, en la costa peruana, cerca del lugar conocido como Punta Pichalo. El combate naval terminó sin un claro vencedor. Fue el primer combate naval entre dos buques blindados peruanos, y el bautismo real de fuego para el Huáscar, que luego se convertiría en el buque más famoso y honrado de la historia naval militar del Perú.

## Contexto histórico
Las décadas del 1860 al 1880 fueron años convulsos para el país. Perú vivió continuas asonadas y levantamientos, varios de ellos protagonizados por el exministro Nicolás de Piérola. En su tercera intentona, la denominada Sublevación del Huáscar en 1877 (que también fracasó, al igual que las anteriores), el 6 de mayo de 1877 un grupo de sus partidarios, de acuerdo con el oficial de guardia, abordaron el monitor Huáscar, que estaba anclado en el Callao junto con el resto de la flota, debido a las tensiones políticas del momento. Ningún buque de la Marina podía dar caza al Huáscar, porque estaban en reparación, y este abandona el puerto.

## Antecedentes

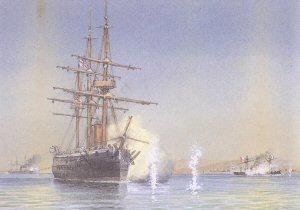
El Huáscar, en combate con la Royal Navy al siguiente día del enfrentamiento con la Independencia.

El 16 de mayo llega a Antofagasta, para que suba a bordo Nicolás de Piérola y algunos seguidores. Piérola nombra al capitán de fragata Germán Astete, Comandante General de la Marina y este se hace cargo del gobierno del buque. El 28 llega a Pisagua. Al no responder el puerto la solicitud de aprovisionamiento, Piérola ordena el desembarco de sus hombres, que combaten con la guarnición, causándoles 6 muertos y 12 heridos. A la salida del puerto, el 28, se produce el combate naval con el Independencia. Después del combate con la marina leal, se mide el 29 con varios barcos ingleses, que le perseguían como buque corsario por órdenes del Almirantazgo, logrando salvarse (en la primera y única vez que un buque de la escuadra peruana pudo salir airoso en un combate contra buques de la Royal Navy y donde se usó por primera vez un torpedo móvil Whitehead). Al día siguiente, el buque se entrega al gobierno legítimo del Perú.
Por otra parte, el gobierno organizó una División Naval de Operaciones destinada a perseguir y dar caza al Huáscar, compuesta por la fragata Independencia, al mando del capitán de navío Juan Guillermo Moore Ruiz, que era también jefe de la división, la corbeta Unión y el monitor Atahualpa. Esta división salió el 11 de mayo del Callao hacía Iquique, en donde se le unió el Pilcomayo. El Atahualpa iba remolcado por el transporte Limeña, mientras la Independencia, cuyas calderas estaban en mal estado, se desplazaba muy lentamente.

## Armamento y operatividad
El Huáscar, bautizado así en honor del penúltimo Inca del Tawantisuyo, era el barco de guerra más importante que tenía el Perú. Era un blindado tipo monitor, botado en 1865 en Liverpool, Inglaterra. Llevaba 169 tripulantes. Sus dimensiones eran de 59,4 m de eslora, 10,6 m de manga y 4,5 m de calado. Tenía un desplazamiento total de 1.745 toneladas. El armamento principal era una torre central armada con dos cañones Armstrong de 300 libras. Sus 4 calderas trabajaban a una presión máxima de 206 kPa (30 psi).

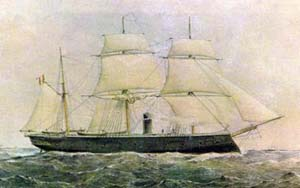
Fragata independencia

La fragata Independencia, construida en la misma fecha, con 250 tripulantes, tenía una eslora de 65,53 m y una manga de 13,63 m, con 6,62 m de calado, desplazando unas 3.750 toneladas. Su armamento principal eran 12 cañones de 70 libras en una batería central y 2 cañones Armstrong de 150 libras, 1 cañón Vavaseur de 250 y 1 cañón Parrot 150 en cubierta. Su maquinaria le permitía una velocidad de 12 nudos.

## Avistamiento del Huáscar
Después de la toma de Pisagua, a las 15:00 del 28 de mayo de 1877, divisaron en el Huáscar los humos de la Escuadra de Operaciones. El vapor John Elder, perteneciente a la marina mercante británica, que había tenido ya un incidente con el Huáscar, avisó al capitán More Ruiz de la proximidad del buque rebelde.
More deja atrás en el puerto al  BAP Atahualpa, que no hubiese podido dar alcance al buque rebelde, y a su remolcador, el transporte BAP Limeña, en Iquique; despacha al BAP Pilcomayo para comunicarse con un vapor que venía del norte en dirección a Iquique, y con el BAP Independencia, comandado por él mismo, y  el BAP Unión, marchó a buscar al Huáscar, al que avistó entre la caleta Junín y Punta Pichalo, a 8 millas de la costa.

## Batalla
Los blindados peruanos se encontraron a las 17:25 a distancia de 1.500 m, iniciándose combate entre ellos y entrando en seguida la Unión y Pilcomayo, este último después de acercarse a la zona a toda máquina. La lucha duró una hora, habiendo llegado a acercarse a tiro de fusil. A las 19:00 aumentó la distancia el Huáscar, que se dirigía al norte, y la Unión, que hubiera podido alcanzarlo, modera su velocidad para no quedarse sola. La artillería del Huáscar perforó uno de los sectores de la Independencia con un proyectil de 300 lb que atravesó la chimenea y mató a uno de sus tripulantes, logrando escapar del cerco que se le había tendido.

## Consecuencias
En la Independencia, además, la metralla averió la válvula de escape, los tiros de fusil cortaron la maniobra de babor y los cascos de granada hirieron a dos tripulantes. La Unión recibió también proyectiles que la averiaron levemente.
El Huáscar sufrió un entorpecimiento  en su torre por la rotura del perno de la cureña de uno de los cañones y la de la cadena de la cigüeña de retenida del otro. Ningún cañonazo la tocó y solo tiros de fusil.
El combate sirvió para demostrar los fallos de la fragata Independencia en lucha contra otro buque blindado, pues su batería no podía albergar cañones pesados para perforar el blindaje de otro buque. También demostró la ventaja que tenía el Huáscar con el escaso perfil y la poca visibilidad que ofrecía al enemigo, su gran velocidad y sus cañones más pesados que los de la Independencia, aunque ya en esa época comenzaban a estar obsoletos.